# Forró Gyula
Forró Gyula (Orosháza, 1988. június 6. –) magyar labdarúgó, jelenleg az ETO FC Győr játékosa.

## Pályafutása

### Klubcsapatban
Tótkomlóson kezdte pályafutását, majd Békéscsabára került át, 17 évesen pedig az MTK játékosa lett. Többször kölcsönadták alacsonyabb osztályú csapatoknak, 2009-től az MTK második csapatában játszott.
2011-ben Kecskeméten vett részt próbajátékon, jó játékával meggyőzte a szakvezetést, ennek eredményeként 3 éves szerződést ajánlottak neki, amit ő elfogadott. Első NB I-es mérkőzése a Ferencváros ellen volt. Eredetileg balhátvéd , de jól segíti a támadásokat, a középpálya bal oldalán is bevethető.

### A válogatottban
A Finnország elleni Európa-bajnoki-selejtezőn léphetett először pályára a válogatott színeiben, csereként, ezt a mérkőzést 1–0-ra megnyerték. A következő Oroszország elleni barátságos mérközésen már kezdő lehetett, amit 2–1-re elveszítettek. Utolsó mérkőzését a válogatottban a litván válogatott ellen játszotta, ahol a 46. percben lecserélték.

## Statisztika

### Mérkőzései a válogatottban
| Magyarország | Magyarország       | Magyarország                | Magyarország | Magyarország | Magyarország | Magyarország | Magyarország | Magyarország |
| #            | Dátum              | Helyszín                    | Hazai        | Eredmény     | Vendég       | Kiírás       | Gólok        | Esemény      |
| ------------ | ------------------ | --------------------------- | ------------ | ------------ | ------------ | ------------ | ------------ | ------------ |
| 1.           | 2014. november 14. | Budapest, Groupama Aréna    | Magyarország | 1 – 0        | Finnország   | Eb-selejtező | -            | 57'          |
| 2.           | 2014. november 18. | Budapest, Groupama Aréna    | Magyarország | 1 – 2        | Oroszország  | barátságos   | -            |              |
| 3.           | 2015. június 5.    | Debrecen, Nagyerdei stadion | Magyarország | 4 – 0        | Litvánia     | barátságos   | -            | 46'          |
|              | Összesen           |                             |              | 2            | mérkőzés     |              | 0            | gól          |

## Külső hivatkozások
- interjú (magyar nyelven). kesport.hu. [2016. március 4-i dátummal az eredetiből archiválva]. (Hozzáférés: 2017. július 7.)